# Kompasrose
Kompasrosen, som den stadig bliver brugt i mindre fiskekuttere og i småskibe, har sikkert sine rødder helt tilbage til vikingernes pejleskiver. Pejleskiverne var inddelt i 32 streger. Kompasset, som det ses på billedet her, er også inddelt i 32 streger, idet hver af disse streger dog igen er inddelt i fjerdedele.
Da kompasrosen har 32 streger, er hver streg på 360/32 = 11,25 grader. Hvis man altså vil omregne en pejling som for eks. NV til N 3/4 N til grader, må man finde ud af, hvor mange streger man fra nord passerer for at nå til pejlingen. Antallet af streger skal så ganges med 11,25 for at få kursen i grader. Her bliver det 29,75 streger, og pejlingen bliver altså 29,75x11,25 = 334,69 grader.
Kompasset og dermed kompasrosen var naturligvis kardansk ophængt, så det altid var vandret.